# Marquesado de Sierra Nevada
El marquesado de Sierra Nevada es un título nobiliario español creado por el rey Felipe V el 9 de octubre de 1708, con el vizcondado previo de Tuxpango, en favor de Domingo Ruíz de Tagle y Tagle-Somavia, presidente del Consejo de Indias y general del Galeón de Acapulco, también llamado Galeón de Filipinas.
Domingo Ruíz de Tagle era uno de los españoles más influyentes y acaudalados de Orizaba, en Nueva España, junto con el conde del Valle de Orizaba, influencia que siguieron manteniendo en la zona los sucesivos marqueses de Sierra Nevada, sobre todo por ser los propietarios de las minas de plomo sitas en dicha localidad.
La denominación del título hace referencia a las diferentes cumbres nevadas cercanas a Orizaba (Pico de Orizaba, Popocatépetl y Tiltépetl o volcán de San Martín de Tuxtla) pertenecientes al Eje Neovolcánico mexicano, antiguamente llamado Sierra Nevada.

## Marqueses de Sierra Nevada
|                                     | Titular                               | Periodo               |
| Creación por Felipe V               | Creación por Felipe V                 | Creación por Felipe V |
| ----------------------------------- | ------------------------------------- | --------------------- |
| I                                   | Domingo Ruíz de Tagle y Tagle-Somavia | 1708-1717             |
| II                                  | Cirila Ruíz de Tagle                  | 1717-1736             |
| III                                 | Ana María Bretón                      | 1736-1788             |
| IV                                  | Maria Jacinta Sesma y Alencastre      | 1788-1832             |
| Rehabilitación por Francisco Franco |                                       |                       |
| V                                   | José Miguel Quijano Agüero            | 1959-1997             |
| VI                                  | José Felipe Quijano Navarro           | 1997-2024             |
| VII                                 | Miguel Quijano Matos                  | 2025-Actualidad       |

## Historia de los marqueses de Sierra Nevada
- Domingo Ruíz de Tagle y Tagle-Somavia, I marqués de Sierra Nevada, caballero de la Orden de Alcántara.[3]
- Cirila Ruíz de Tagle, II marquesa de Sierra Nevada.[4]
- Ana María Bretón, III marquesa de Sierra Nevada.[4]
- Maria Jacinta Sesma y Alencastre, IV marquesa de Sierra Nevada.[4]

Rehabilitado el 27 de noviembre de 1959
- José Miguel Quijano y Agüero de la Colina, V marqués de Sierra Nevada.[5]

Casó con Ana María Navarro y Figueroa (1923-Cartagena, 12 de agosto de 2024), hija de Gonzalo Figueroa y Torres Córdoba Sotomayor, I duque de las Torres, VII marqués de Villamejor y I conde de Mejorada del Campo, y su esposa Manuela María O'Neill y Salamanca, dama de la reina. El 8 de noviembre de 1994, previa orden del 15 de septiembre de ese mismo año (BOE del 7 de octubre), le sucedió su hijo:
- José Felipe Quijano y Navarro (Madrid, 26 de enero de 1947-Madrid, 4 de septiembre de 2024), VI marqués de Sierra Nevada, caballero de la Orden de San Juan de Jerusalén.[6]

Casó en Madrid, el 8 de enero de 1972, con María Matos González de Careaga (n. 1948). El 30 de enero de 2025, previa orden del 17 de enero de ese mismo año, le sucedió su hijo:
- Miguel Quijano y Matos (n. 1973), VII marqués de Sierra Nevada, caballero y delegado de la Orden de Malta en Madrid.[9]

Casó en Ávila, en junio del 2000, con Sonsoles Carmen Otero Moyano, dama de la Orden de Malta, hija de Diego de Alcalá Otero y Zuleta de Reales, caballero y delegado de la Orden de Malta en Castilla, y su esposa María de las Mercedes Moyano y Álvarez de Toledo.